# Nobody's Home
"Nobody's Home" je pjesma Avril Lavigne s njezina drugog studijskog album Under My Skin iz 2004. Producirala ju je sama Lavigne. Pjesma je objavljena kao treći singl s albuma. Ta pjesma je rock balada s elementima post-grungea, i puno je sporija i mirnija od ostali pjesama s albuma. "Nobody's Home" je bila i na kompilacijskom CD-u Totally Hits 2005. Jedna od b-side, "I Always Get What I Want", je 31. listopada 2004. godine. objavljena kao singl na iTunesu.

## Uspjeh na ljestvicama
Pjesma "Nobody's Home" se plasirala lošije u većeni država od prijašnjih singlova, ali u nekim državama se ipak dobro plasirala. pPjesmi je malo nedostajalo da se plasira u Top 40 na Billboard Hot 100, ali se na kraju ipak plasirala na 41. mjestu. Singl je prema prodaji bolje prošao u Ujedinjenom Kraljevstvu i Australiji, plasirajući se na 24. mjestu u obje države, ali u Meksiku je bila veliki hit popevši se na prvom mjestu. 

## Videospot
U spotu za pjesmu "Nobody's Home" Lavigne igra ulogu tinejdžerske beskućnice koja živi od ulice do uice sa svojom prijateljicom. Lavigne, izjavivši kako je bilo zabavno raditi video, je morala nositi crnu periku i prvljave traperice kod je igrala tinejdžerku. Kasnije se u videu pojavljuje glamorozna Lavigne koja pjeva pjesmu u pratnji orkestra. On nosi dugu crnu haljinu i ima uvijenu kosu.
"Nobody's Home" pokazuje beskućnicu Lavigne koja se pokušava rješiti života s ulice. Ona također pokušava nazvati svoju majku, ali kad se javi Lavigne spušta slušalicu. U nastavku se vidi kako pokušava ući u dućan, da bi se mogla oprati u WC-u, ali je zaposlenik ne pušta, kasnije ona uspije ući u WC dućana. Ona također svira gitaru na ulici, pokušavajući zaraditi malo novaca. Pri kraju spota počinje padati kiša, a ona pokušava naći auto koji nije zaključan da bi se u njega mogla sačuvati od kiše. Na kraju videa može se vidjeti djevojku, s masnom kosom i prljavom odjećom, kako joj teče suza niz obraz, kad se kamera počinje gasiti ona se okrene i počinje trčati.

## Popis pjesama
| Njemački i Tajvanski CD singl 1. "Nobody's Home" (albumska verzija) 2. "Nobody's Home" (akustična verzija) 3. "Knockin' on Heaven's Door" 4. "I Always Get What I Want" 5. "Nobody's Home" (video) Britanski CD singl #1 1. "Nobody's Home" (albumska verzija) 2. "Nobody's Home" (akustična verzija) Britanski CD singl #2 1. "Nobody's Home" (albumska verzija) 2. "Nobody's Home" (akustična verzija) 3. "Knockin' on Heaven's Door" 4. "Nobody's Home" (video) | Australski CD 1. "Nobody's Home" (albumska verzija) 2. "Nobody's Home" (akustična verzija) 3. "Knockin' on Heaven's Door" 4. "I Always Get What I Want" Japanski CD 1. "Nobody's Home" (albumska verzija) 2. "My Happy Ending" (akustična verzija) 3. "Take Me Away" (akustična verzija) 4. "Nobody's Home" (ideo) Američki promo CD 1. "Nobody's Home" (albumska verzija) 2. "Nobody's Home" (instrumental) Europski promo CD 1. "Nobody's Home" (albumska verzija) |

## Ljestvice
| Ljestvica                         | Najviša pozicija |
| --------------------------------- | ---------------- |
| Australija                        | 24               |
| Austrija                          | 20               |
| Belgija                           | 1                |
| Kanada (BDS)                      | 4                |
| Nizozemska                        | 37               |
| Francuska                         | 24               |
| Njemačka                          | 29               |
| Irska                             | 19               |
| Italija                           | 21               |
| Španjolska                        | 28               |
| Švicarska                         | 35               |
| Ujedinjeno Kraljevstvo            | 24               |
| SAD ARC Weekly Top 40             | 4                |
| SAD Hot Adult Contemporary Tracks | 38               |
| SAD Billboard Hot 100             | 41               |
| SAD Billboard Pop 100             | 19               |
| Venecuela                         | 3                |

## Povijest objavljivanja
| Država                 | Datum izlaska      |
| ---------------------- | ------------------ |
| Japan                  | 4. studenog 2004.  |
| SAD                    | 9. studenog 2004.  |
| Ujedinjeno Kraljevstvo | 15. studenog 2004. |
| Australija             | 29. studenog 2004. |
| Kanada                 | 5. siječnja 2005.  |
| Salvador               | 17. siječnja 2005. |